# هاري كوسكينين
هاري كوسكينين (بالفنلندية: Harri Koskinen)‏ هو مصمم فنلندي، ولد في 29 أبريل 1970 في Karstula ‏ في فنلندا.